# 群众 (政治术语)
群众是中华人民共和国的一个政治术语和一种政治面貌，指没有加入中国共产党、中国共产主义青年团、民主党派等政治组织，且不属于无党派人士的人。

## 历史
中国共产党第六次全国代表大会提出“党的总路线是争取群众”。
1929年，毛泽东在古田会议提出“党的工作要在党的讨论和决议之后，再经过群众路线去执行。”
在中国共产党第七次全国代表大会上，群众路线被确立为党的根本的政治路线和根本的组织路线。
在文化大革命时期，由于政治斗争激烈，政治面貌甚至存在一些当时政治不正确的选项，例如黑五类（地富反坏右）。他们的子女即使与父母划清界限，也无法在政治面貌一栏填写“群众”，而最多只能填写“清白”。这种现象已经随着文化大革命的结束而不再存在。